# Moteur Elsbett
 (juin 2007).

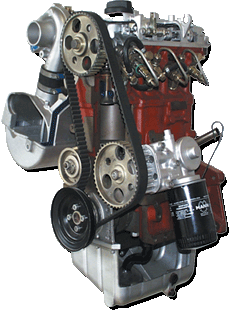
Représentation informatique du moteur Elsbett

Le moteur Elsbett (ou Elko engine), inventé par Ludwig Elsbett (en) en 1979 (Thalmässing, Bavière, Allemagne) fonctionne avec de l'huile végétale pure (HVP).
Dans les années 1980, une voiture de la marque Mercedes-Benz équipée d'un moteur Elsbett a démontré que la technologie Elsbett était performante sur le plan du rendement énergétique[réf. nécessaire].

## Description
Pour utiliser une huile végétale carburant la technique de combustion du moteur doit être adaptée :
1. Injection directe : Elsbett, DMS, TMW (les pistons avec une chambre de combustion intégrée et injecteurs tangentiels)
2. Injection indirecte : KHD (préchambre volumineuses ou chambres de turbulence)
3. Modification de moteurs existants (WOLF, BioCar, Elsbett)

Le moteur développé par Ludwig Elsbett dans les années 1980, marque une étape décisive dans la motorisation à combustion interne, car il permet d'utiliser indifféremment l'huile végétale, le gazole ou un mélange bien qu'il soit à la base conçu pour fonctionner à l'huile végétale. Pour éviter les difficultés liées à la faible viscosité des huiles et à la siccativité de certaines d'entre elles, c'est-à-dire leur aptitude à sécher en présence de l'oxygène de l'air, le véhicule est prévu pour fonctionner en bi-carburation. Cela veut dire qu'il y a un petit réservoir de quelques litres de gazole et que le moteur démarre et s'arrête sur le gazole afin de purger les conduites basse et haute pression. À l'arrêt moteur, les conduites sont pleines de gazole ce qui permet un redémarrage sans problème.
Ce trois cylindres historique a une cylindrée de 1 450 cm3 et est doté d'un gros turbocompresseur et délivrait une puissance de 60 kW (80 HP). Il était capable d'emmener une voiture de 1 700 kg (par exemple Mercedes 190) à 170-180 km/h sans difficulté. N'ayant jamais été fabriqué en grande série, il est resté relativement cher et n'a pas bénéficié, de ce fait, d'un succès commercial.

### Fonctionnement
Le « secret » du moteur Elsbett tient dans sa température de fonctionnement qui est beaucoup plus élevée que celle d'un Diesel rapide classique (1000 tours et plus par minute). Cette haute température de fonctionnement, de l'ordre de 700 °C au lieu de 300 °C, permet de réduire les imbrûlés et d'augmenter l'efficacité de la combustion. Pour la même raison, il y a moins de particules, pas d'acroléine, pas de dioxines, moins de monoxyde d'azote mais plus de dioxyde d'azote et donc d'ozone.[réf. nécessaire]
Cette élévation de température est obtenue par le dessin particulier de la chambre sphérique taillée dans la tête de piston et par l'inclinaison à 45° de l'injecteur pompe à téton et à haute pression.
Cette disposition particulière a pour effet, lors de l'injection, de créer un violent tourbillon dans la chambre grâce à la forte pression alliée à l'inclinaison. La rotation rapide de l'air chargé de gouttelettes génère un phénomène de duothermie. Par force centrifuge, l'air froid, plus lourd, se plaque contre les parois et sert d'isolant thermique et sonore tandis que l'air chaud, plus léger, reste au centre de la chambre et atteint une température élevée au moment où se déclenche la combustion qui est plus complète. Le rendement de ce moteur était supérieur, lors de sa conception, aux moteurs diesels existants mais a depuis été rattrapé par les moteurs Diesel de dernière génération.
La contrainte de température a conduit Ludwig Elsbett à utiliser de la fonte grise pour le bloc, la culasse et la tête de piston. Pour diminuer le poids des pistons, ceux-ci sont en deux parties, la tête avec sa chambre en creux et, à sa base, une jupe articulée, montée sur l'axe et réalisée en fonte d'aluminium. Son rôle est d'assurer le maintien du piston rigoureusement dans l'axe du cylindre et d'évacuer une partie de la chaleur.
Le moteur Elsbett est dépourvu de système de refroidissement à air ou eau mais utilise à la place un système de refroidissement à huile : une giclée d'huile de lubrification sous la jupe du piston qui est refroidie par un petit radiateur. Cela entraine une simplification et un gain de poids importants : pas de lumière de refroidissement dans la culasse ni dans le bloc qui n'est donc plus qu'une sorte de jupe entre la culasse et le carter d'huile, pas d'eau, de pompe à eau, de courroie ou de poulies. Par ailleurs, le moteur, qui tient peu de place, peut être confiné et, de ce fait, produire moins de bruit.[réf. nécessaire]
Deux aspects peuvent expliquer pourquoi ce modèle ne fut pas produit en série dans les années 1970 et 80 : la conquête de la technologie de la fonte d'aluminium totalement différente de celle de la fonte grise avec laquelle les moteurs à explosion étaient fabriqués jusqu'alors et la lutte contre le dioxyde d'azote qui est un des précurseurs de l'ozone troposphérique responsables des pics de pollution les jours de grand soleil. Or, pour lutter contre le dioxyde d'azote, il faut une température de fonctionnement la plus basse possible.